# Hartola
Hartola (Gustav Adolfs en suédois) est une municipalité du centre-sud de la Finlande, dans la province de Finlande méridionale et la région du Päijät-Häme.

## Histoire
Le nom Hartola est évoqué pour la première fois dans la bulle du pape Boniface IX de 1398.
La paroisse est fondée par un décret du roi de Suède Gustave III le 31 août 1784, étant ainsi séparée de la paroisse de Sysmä.
Elle reçoit alors le nom du jeune prince héritier Gustave Adolphe.
Elle conserve officiellement le nom de commune royale (finnois : kuningaskunta) jusqu'en 1987.

## Géographie
Hartola se situe en plein cœur de la région des lacs.
Hartola a 112 lacs, dont les plus grands sont le Jääsjärvi, le Rautavesi et le Salajärvi par la superficie, la profondeur et la longueur côtière.
De nombreuses maisons de vacances y sont construites, et la commune a accueilli l'exposition loma-asuntomessut en 2004.
Les municipalités voisines sont Heinola au sud, Sysmä à l'ouest, côté Finlande-Centrale Luhanka au nord-ouest et Joutsa au nord, et enfin Pertunmaa à l'est, en Savonie du Sud.

## Population

### Démographie
Depuis 1980, l'évolution démographique d'Hartola est la suivante:
| Année      | 1980  | 1985  | 1990  | 1995  | 2000  | 2005  |
| ---------- | ----- | ----- | ----- | ----- | ----- | ----- |
| population | 4 588 | 4 349 | 4 352 | 4 129 | 3 837 | 3 671 |

| Année      | 2010  | 2016  | 2020  |
| ---------- | ----- | ----- | ----- |
| population | 3 355 | 2 924 | 2 680 |

### Habitation
Fin 2017, Hartola compte 2 882 habitants, dont 1 554 habitent le centre ville, 1 288 en habitat dispersé et 50 habitants un lieu inconnu,.

### Villages
- Hangastaipale
- Kalho[8]
- Koitti
- Kuivajärvi
- Kumu
- Lepsala
- Murakka
- Nokka
- Putkijärvi
- Siltasuo
- Vuorenkylä

## Politique et administration

### Conseil municipal
Le conseil comporte 17 conseillers municipaux:
| Parti                              | Sièges 2017 | Sièges 2021 |
| ---------------------------------- | ----------- | ----------- |
| Parti du centre                    | 6           | 6           |
| Parti de la coalition nationale    | 5           | 4           |
| Parti social-démocrate de Finlande | 3           | 3           |
| Vrais Finlandais                   | 2           | 2           |
| Ligue verte                        | 1           | 1           |
| Chrétiens-démocrates               |             | 1           |
| Sources, :                         |             |             |

### Élections législatives finlandaises de 2019
Les résultats des élections législatives finlandaises de 2019 sont pour Hartola
|               | Parti social-démocrate de Finlande (SDP) | 259   | 16,5 |  |  |  |
|               | Vrais Finlandais (PS)                    | 316   | 20,1 |  |  |  |
|               | Parti de la coalition nationale (Kok)    | 230   | 14,6 |  |  |  |
|               | Parti du centre (Kesk)                   | 419   | 26,6 |  |  |  |
|               | Ligue verte (Vihr)                       | 143   | 9,1  |  |  |  |
|               | Alliance de gauche (Vas)                 | 71    | 4,5  |  |  |  |
|               | Chrétiens-démocrates (KD)                | 93    | 5,9  |  |  |  |
|               | Mouvement maintenant (LN)                | 11    | 0,7  |  |  |  |
|               | Mouvement Sept Étoiles                   | 13    | 0,8  |  |  |  |
|               | Parti pirate                             | 6     | 0,4  |  |  |  |
|               | Réforme bleue (SIN)                      | 5     | 0,3  |  |  |  |
|               | Autres partis                            |       |      |  |  |  |
|               |                                          |       |      |  |  |  |
| Votes rejetés | Votes rejetés                            | 12    | 0,8  |  |  |  |
| Total         | Total                                    | 1 573 | 100  |  |  |  |

## Économie

### Principales entreprises
En 2021, les principales entreprises de Hartola par chiffre d'affaires sont :
| Société                             | C.A.     |
| ----------------------------------- | -------- |
| Ansioniemen Sähkö Oy                | 4 M€     |
| Konepaja Seppo Suomi Oy             | 3 M€     |
| Esperi Hoitokoti Päivälehto         | 2 M€     |
| Kuljetusliike Yrjö Erämies Oy       | 2 M€     |
| Vasalli Kiinteistö Oy               | 1 M€     |
| KH-Print Oy Tekstiilipaino          | 0,906 M€ |
| Hartolan Kuningaslämpö Oy           | 0,895 M€ |
| Metsäkoneurakointi Huopanen Ossi Oy | 0,778 M€ |
| Kuljetus Osmo Haikka Oy             | 0,739 M€ |
| HartControl Oy                      | 0,724 M€ |

### Employeurs
En 2021, les plus importants employeurs de Hartola sont:
| Employeur                     | Employés |
| ----------------------------- | -------- |
| Esperi Hoitokoti Päivälehto   | 34       |
| Ansioniemen Sähkö Oy          | 25       |
| Konepaja Seppo Suomi Oy       | 16       |
| Kuljetusliike Yrjö Erämies Oy | 9        |
| HartControl Oy                | 9        |
| Hartola Golf Oy               | 8        |
| KH-Print Oy Tekstiilipaino    | 7        |
| Päijänteen Tilikeskus Oy      | 6        |
| Autokorjaamo Rauni Salmela Oy | 6        |
| RJ ProWelder Oy               | 5        |

## Lieux et monuments
- Église d'Hartola de Josef Stenbäck,
- Musée du Häme de l'Est (fi)[13],
- Institut de l'est du Häme,
- Golf de Hartola[14],
- Hôtel Linna[15],
- Tainionvirta,
- Jääsjärvi,
- Rautavesi,
- Salajärvi.

## Transports
La route nationale 4 (E75) traverse la commune et le village.
Les routes régionales 410 413 mènent à Sysmä et la seututie 423 conduit à Pertunmaa.
Des bus express mènent sans changement d'Hartola à Helsinki, Lahti, Jyväskylä, Oulu, Rovaniemi, Kouvola, Kotka et Pieksämäki.
Des bus locaux conduisent à Sysmä, Asikkala, Joutsa et Heinola.
La gare ferroviaire la plus proche est la gare de Mäntyharju distante de 62 km.
L'aéroport de Jyväskylä est à 105 km et l'aéroport d'Helsinki-Vantaa à 170 km.

## Galerie

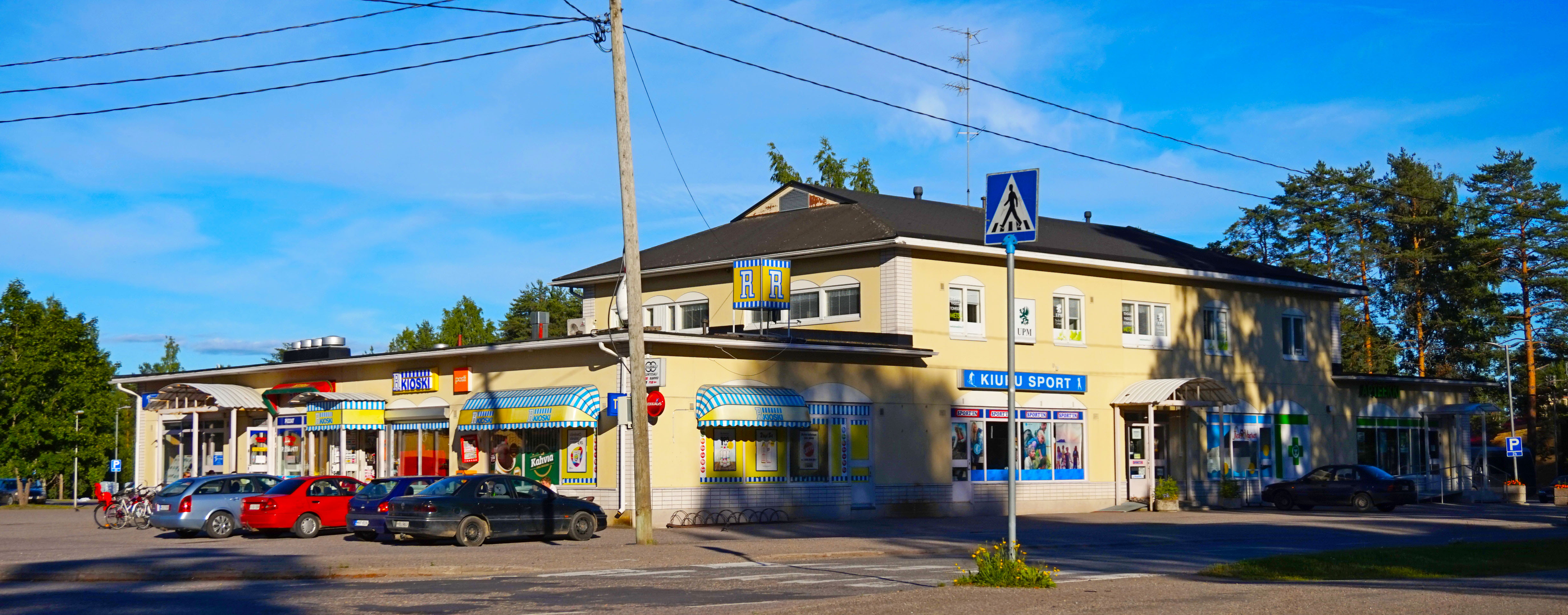
R-kioski.
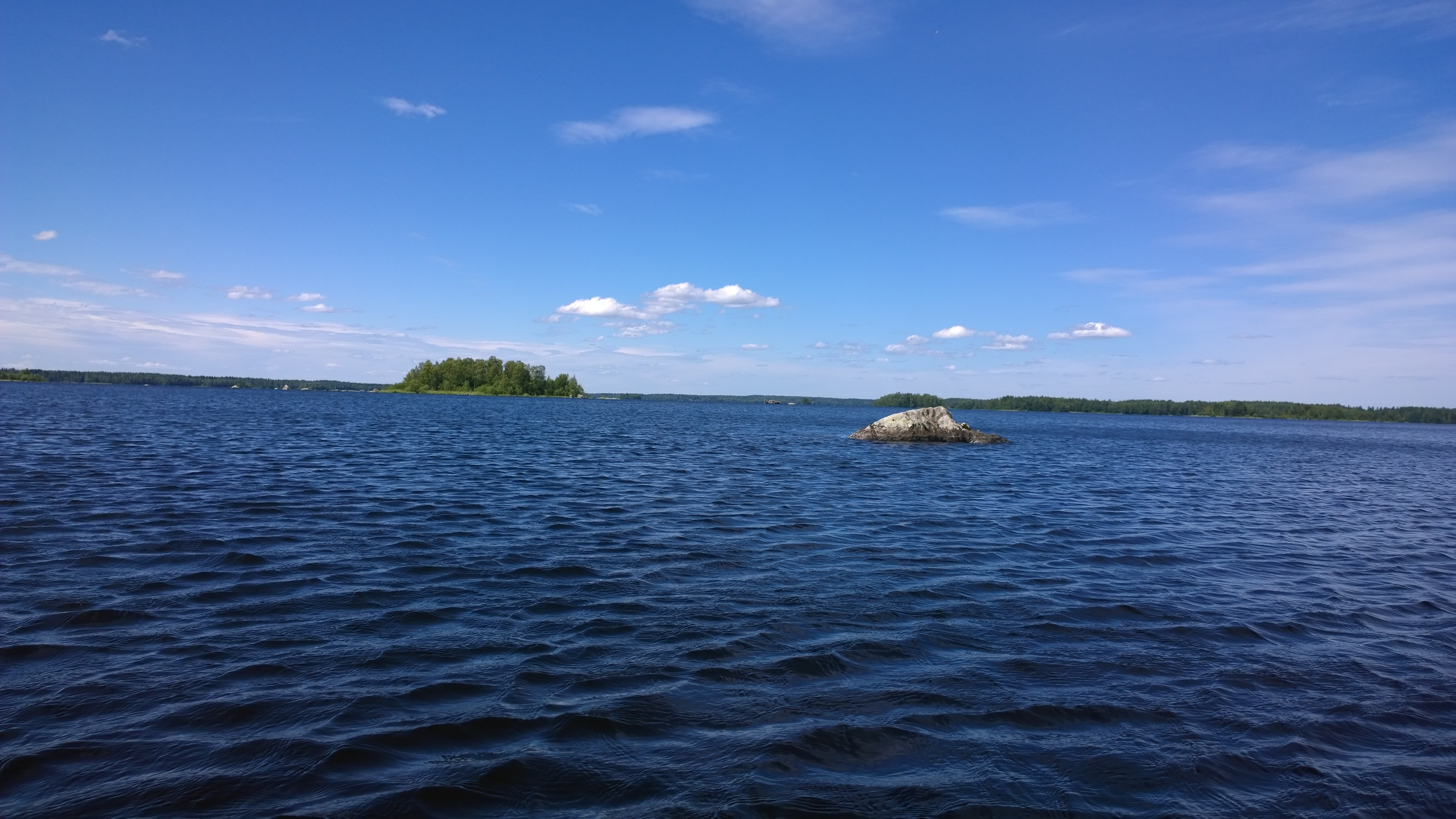
Le lac Jääsjärvi, au fond l'ile Lehtisensaari.
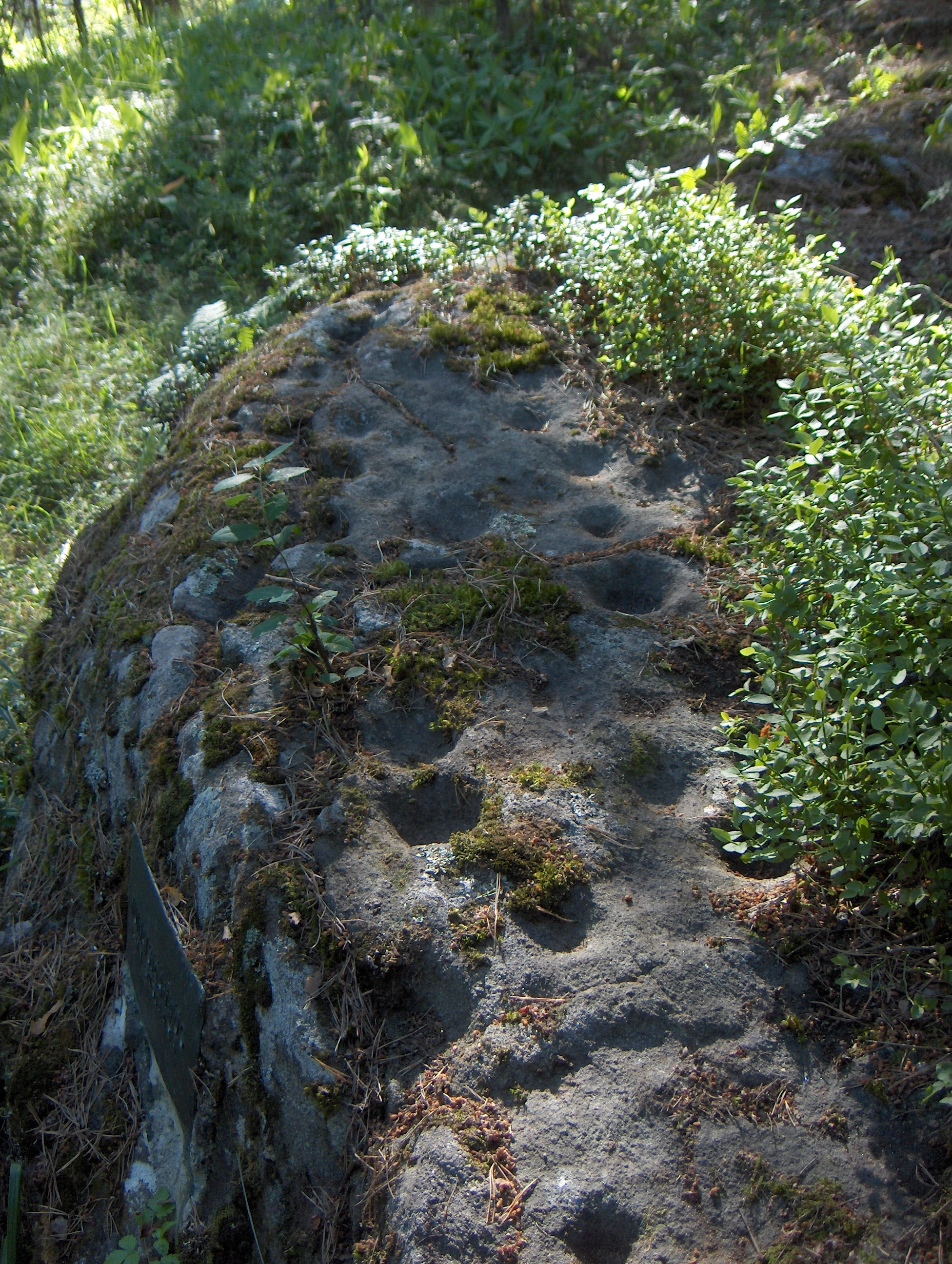
Cupule préhistorique[16].
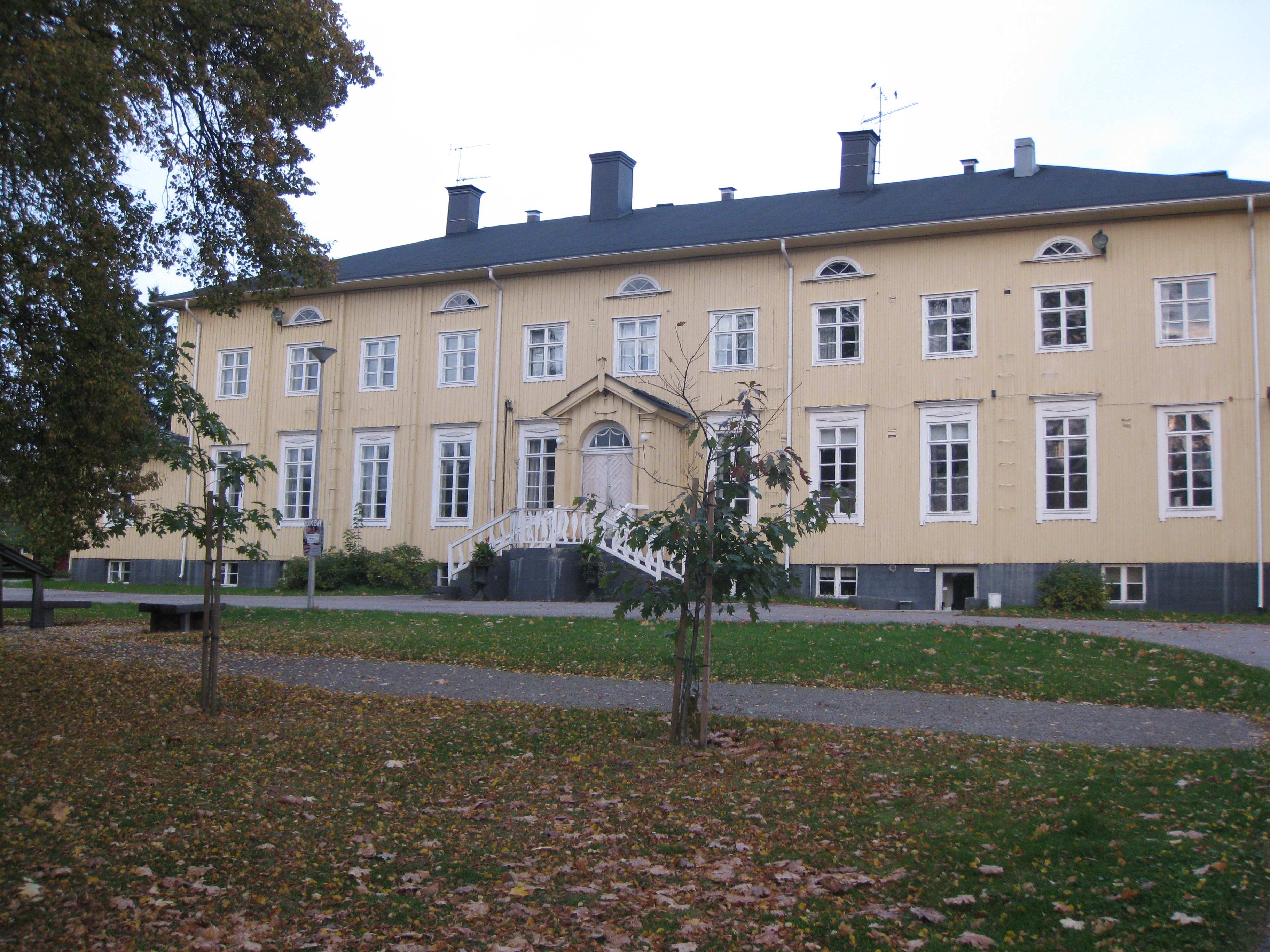
Institut de l'Est du Häme.
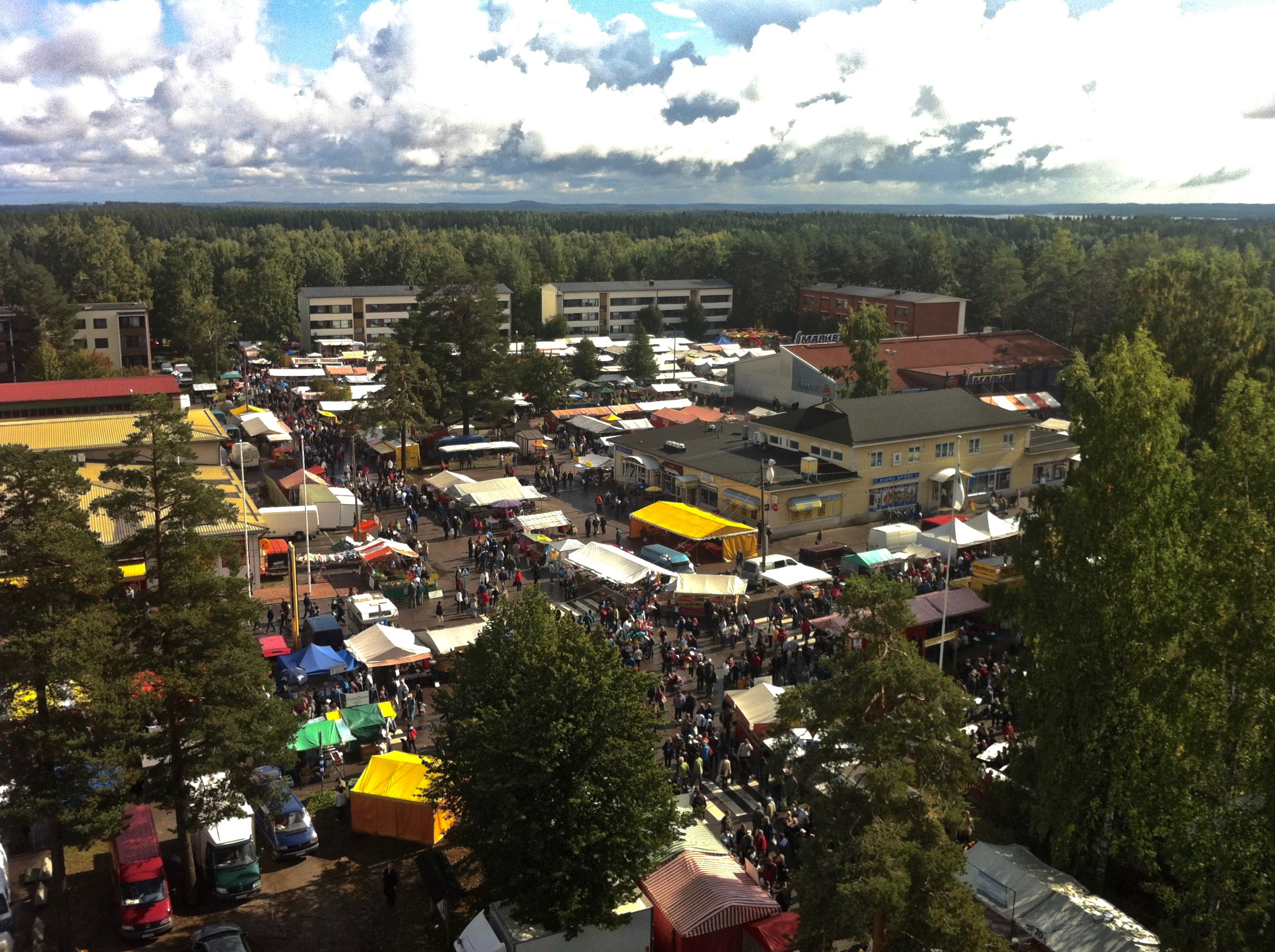
Hartolan markkinat.
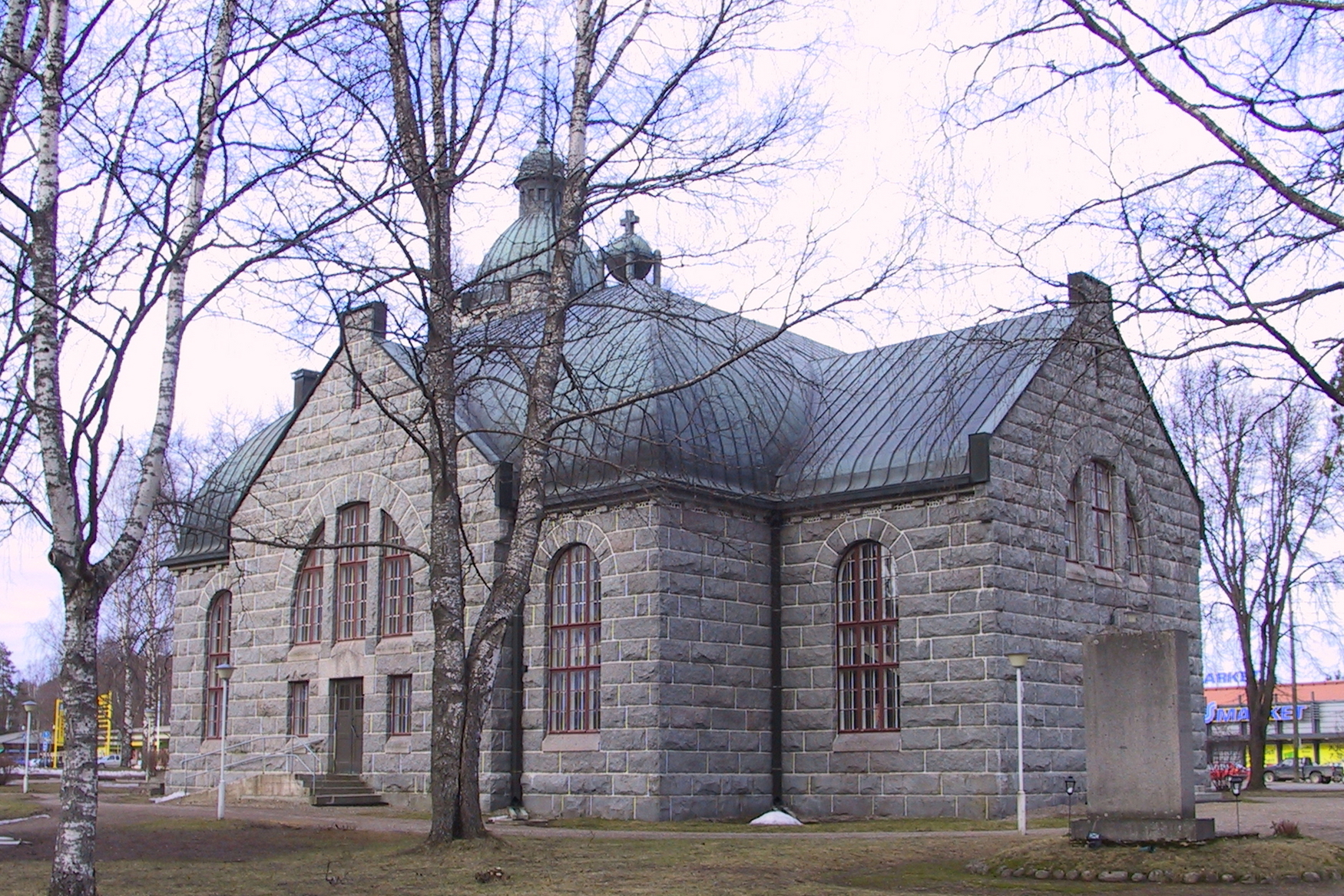
L'église d'Hartola.
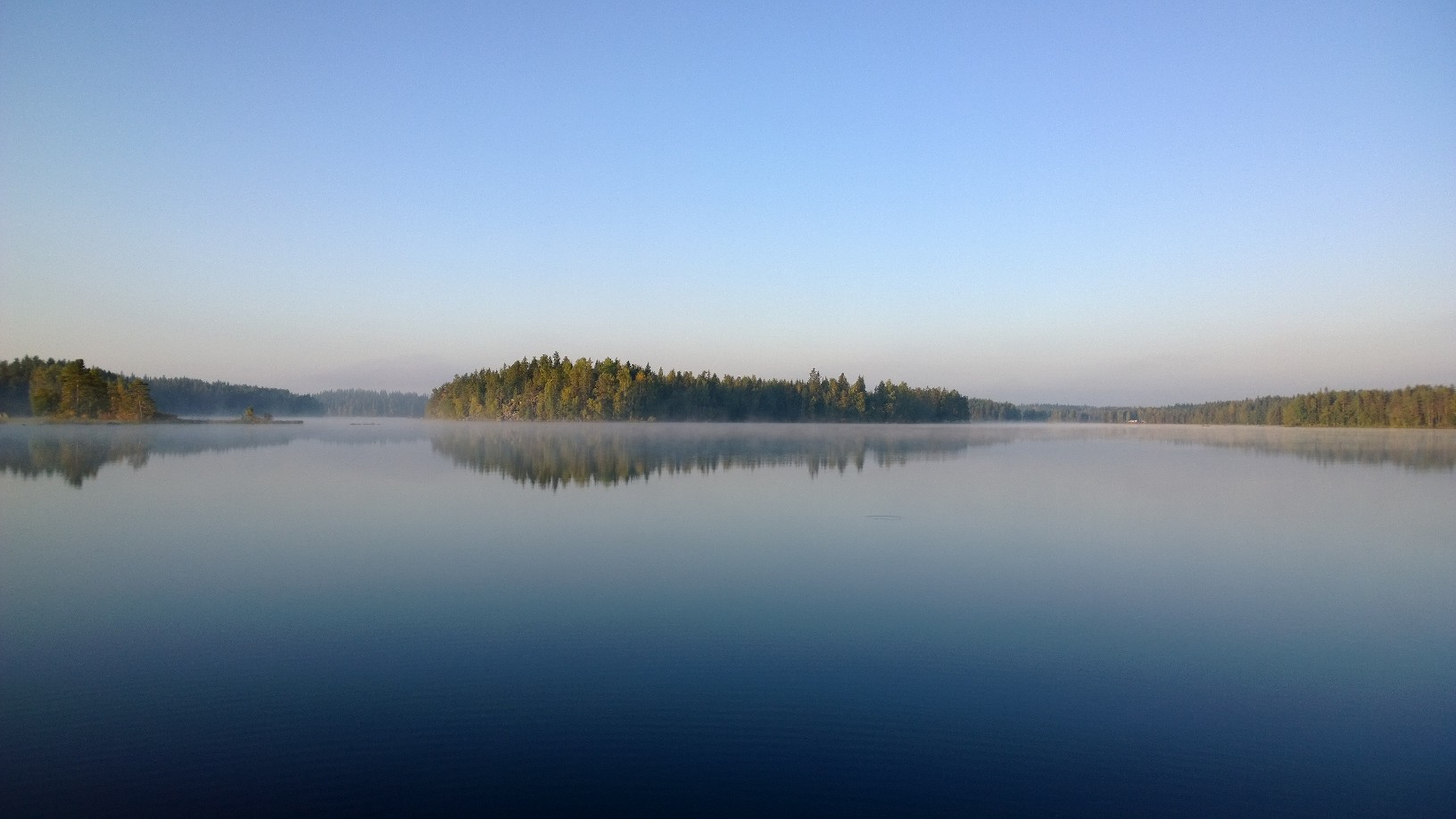
Le lac Salajärvi à Hartola.